# The Light (journal)
 (juin 2024).
Le contenu est difficilement compréhensible vu les erreurs de traduction, qui sont peut-être dues à l'utilisation d'un logiciel de traduction automatique.
Pour les articles homonymes, voir The Light.
The Light est un journal mensuel britannique d'extrême droite et de théorie du complot auto-édité et fondé par Darren Nesbitt (souvent sous le pseudonyme de Darren Smith) le 27 septembre 2020, qui s'est fait connaître durant la pandémie de Covid-19 en se situant dans l'opposition à la politique anti-Covid-19. Le journal a une publication sœur, nommée The Irish Light, qui a été lancée en Irlande par Gemma O'Doherty et John Waters. Un journal gratuit australien, The Light Australia, a commencé à être publié vers juin 2023 et est lié à The Light. The Light possède aussi des publications affiliées au Canada et en Australie
Le journal a été critiqué pour propagation de désinformation sur la pandémie de Covid-19, des théories complotistes antisémites,négation de la Shoah et des menaces de morts,,,,,. Il publie régulièrement des articles écrits par le théoriste conspirationniste Vernon Coleman, et d'après une revue de l'Harvard Kennedy School "inclut du contenu qui cherche à inciter la participation et l'activisme au près des adhérents aux théories du complots plutôt que de simplement présenter l'information". Le journal a appelé à l'exécution de journalistes, politiques et docteurs ce qui lui a value d'être décrit par Dave Renton comme un "journal de propagande d'extrême droite" tandis que d'autre groupe l'avait décrit comme contenant de la "propagande extrémiste"
Bien que l'entreprise derrière le journal a été dissous le 15 février 2021, la BBC rapporta en juin 2023 que au moins 100 000 copies du journal étaient imprimées tous les mois et qu'il y avait plu de 18 000 personnes qui les suivaient sur le réseau social Télégram,

## Distribution
Le journal est acheté via des groupes Facebook privés et des contacts Twitter ou Telegram, puis distribué par des bénévoles qui sont chargés de larguer des copies dans des boîtes aux lettres ou d'abandonner le journal dans des espaces publics,,,,. Il tire à 100 000 exemplaires.

## Histoire
Des dirigeants locaux des villes dans tout le pays ont accusé la publication « d'attiser les divisions et le harcèlement avec des allégations fausses et trompeuses sur les vaccins, le système financier et le changement climatique ». Ses distributeurs ont également été critiqués pour avoir délibérément ciblé les conseillers, les adolescents et les enfants,,,,,,,,,,,.
Après la distribution d'exemplaires du journal à Stroud, des habitants ont protesté contre le journal, déclarant : « nous sommes alarmés par l'utilisation par The Light de la pandémie pour promouvoir l'antisémitisme, le négationnisme et les discours de haine raciste - comme ainsi que pour le déni du changement climatique, le dénigrement du NHS et d'autres opinions réactionnaires. »
Siobhan Baillie, député de Stroud, a qualifié la désinformation anti-vaccin de « dangereuse, préjudiciable et irrespectueuse » et a ensuite fait part de ses inquiétudes au Parlement, déclarant : « Le secrétaire d'État m'aidera-t-il à pour rassurer Stroud sur les vaccins et encourager les gens à ne pas partager d'informations sur Covid provenant de sources non officielles afin de mettre fin à ce comportement dangereux, préjudiciable et irrespectueux »,.
Simon Fell, député de Barrow and Furness, a déclaré à propos du journal : « Il s'agit d'un « journal créé par un complotiste qui gagne une jolie somme en vendant des t-shirts sur les conspirations mondiales. Le seul conseil que je puisse donner aux gens est de se laver les mains après l'avoir jeté dans la poubelle de recyclage. La dernière fois que j'ai regardé, le papier toilette ne manquait plus et les gens en avaient arrêté de stocker. Par conséquent, je ne peux pas imaginer que la demande pour cela soit élevée »,.
Neil O'Brien, député de Harborough a également critiqué le journal. Après avoir été distribué à Barrow-in-Furness, le directeur de la santé publique de Cumbria a émis une critique similaire contre son contenu.